# Fehaid Al-Deehani
Fehaid Al-Deehani (Cidade do Kuwait, 11 de outubro de 1966) é um atirador olímpico kuwaitiano, medalhista olímpico.

## Carreira
Fehaid Al-Deehani representou o Kuwait nas Olimpíadas, de 1992 a 2004 e 2012, conquistou a medalha de bronze na Fossa olímpica 2012 e na fossa olímpica dublê em 2000

### Rio 2016
Fehaid Al-Deehani foi como atleta independente nas Olimpíadas de 2016, devido a uma punição do comitê de seu país com o COI. Ele conquistou e medalha de ouro na Fossa olímpica double, título que sempre o perseguia.. No quadro de medalhas sua medalha foi colocado como Atleta olímpico independente.